# Зелёная Нива (Тверская область)
Зелёная Ни́ва — посёлок в Торжокском районе Тверской области России, входит в состав Большесвятцовского сельского поселения.
Расположен в центре региона, в северной части Торжокского района, на правом берегу реки Осуги, примерно в 78 км к северо-западу от областного центра — города Твери, — 19 км от районного центра — города Торжка — и 11 км к западу от федеральной автомагистрали «Россия» М10. В посёлке две улицы — Заводская и Рабочая. Ближайшие населённые пункты — деревни Быльцино, Костешино и Симонково.
Образован в 1970 году на базе посёлка Быльцинского льнозавода, начавшего производство в 1934 году. В 1997 году насчитывалось 46 хозяйств, проживало 95 человек. В посёлке льнозавод по переработке льноволокна, есть Дом досуга.

## Население
| 1997 | 2002 | 2010 |
| ---- | ---- | ---- |
| 95   | ↘66  | ↘53  |